# Philip Dunne
Philip Dunne (ur. 11 lutego 1908, zm. 2 czerwca 1992) – amerykański producent filmowy, reżyser i scenarzysta.

## Filmografia
reżyser
- 1955: Książę graczy
- 1958: Człowiek, którego już nie ma
- 1961: Dzikus z prowincji
- 1965: Blindfold

producent
- 1952: Way of a Gaucho
- 1955: Książę graczy

scenarzysta
- 1932: Ja i moja dziewczyna
- 1936: Ostatni Mohikanin
- 1947: Wieczna Amber
- 1951: Dawid i Betszeba
- 1965: Udręka i ekstaza
- 1992: Ostatni Mohikanin

## Nagrody i nominacje
Został nominowany do nagrody im. Roberta Meltzera, nagrody Złotego Globu i dwukrotnie do Oscara. Posiada również swoją gwiazdę na Hollywoodzkiej Alei Gwiazd.